# Organización Revolucionaria del Pueblo
La Organización Revolucionaria del Pueblo fue una guerrilla marxista-leninista, creada en el año de 1991, no fue hasta 1992 cuando el grupo hizo explotar decenas de cajeros automáticos en Capital Federal y la zona conurbano. El grupo se centraba en ataques simbólicos a bancos y oficinas de gobiernos.
La organización fue vinculada con la realización de diversos atentados, entre otros, contra cajeros automáticos, contra la cadena de supermercados Coto y contra Jorge Bergés (médico policial presente durante el Proceso de Reorganización Nacional), acusado de intervenir en partos clandestinos, y el ataque a la residencia de Eduardo Menem siendo este el ataque más relevante del grupo.

## Historia
El grupo surgió a principios de los 90´s, tomando ideales de las guerrillas que combatieron al Proceso de Reorganización Nacional, argumentando en comunicados que las estructuras de poder no han cambiado mucho. El grupo se mantuvo en solidaridad con varias huelgas y manifestaciones (por ejemplo la de los trabajadores del Ferrocarril) que tomaron lugar en la época.
Varios de sus miembros se creen que fueron miembros del Partido de la Liberación y Movimiento Todos por la Patria comandados por Sergio Ortiz, que en 1989 que se dividió en una facción que optaría por la lucha armada. El presidente argentino Carlos Saúl Menem sostuvo que el grupo era comandado Enrique Gorriarán Merlo, pero sin presentar pruebas contundentes. El grupo siguió sacando comunicados donde mostraba su postura acerca del gobierno de Menem, y donde aceptaba la lucha armada como medio para conseguir las demandas sociales y castigar a los represores del Proceso de Reorganización Nacional. En el año de 1993 el grupo no realizó ningún atentado, pero publicó un diario llamado "Periódico de Organización Revolucionaria del Pueblo" donde exponían su ideario, además de amenazar en irrumpir en las Elecciones legislativas de Argentina de 1993, pero limitándose a hacer un llamado a la abstención.
Adrián Krmpotic quien fue el referente del ORP, fue arrestado en 1996, junto a cuatro miembros, cumpliendo una sentencia de casi 10 años. En agosto del 2014, Krmpotic ofreció una entrevista a un diario digital donde habla de su militancia, y su paso por la lucha armada, y su estancia en prisión

### Ataques
El grupo a pesar de comenzar operaciones en 1991, no fue hasta el 24 de marzo de 1992 cuando una pequeña explosión en las instalaciones de Canal 9, Plaza Once, Plaza de la República y la estación Congreso sin reportar heridos,
El 1 de mayo de 1992 el grupo atacó a una sucursal de Banco Crédito Argentino y un cajero automático, en Buenos Aires, dejando daños materiales. También atacaron oficinas de la YPF en octubre de 1992, y detonar dos explosivos en sucursales del Banco Santander y BankBoston, resultado heridos dos civiles, esto en la zona metropolitana de Buenos Aires, sin dejar detenidos. También el grupo atacó un Cajero automático perteneciente al BBVA Francés donde un pequeño dispositivo improvisado detonó dejando solo daños materiales. Otros ataques se reportaron en el año de 1992, pero sin clamar responsabilidad del ataque.
Un más de un año después el 13 de mayo de 1994 grupo atacó con gases lacrimógenos contra la embajada de Japón en Buenos Aires para protestar por la negativa de ese país a conceder el visado a Diego Maradona.
Después de un año de inactividad el 4 de abril de 1996 el grupo atacó a balazos a Jorge Berges, ex médico policial, encargado de los centros de tortura clandestinos durante la última dictadura cívico-militar, esto en la ciudad de Quilmes. Este ataque conmociono al país, siendo condenados por el Frente País Solidario, familiares de la víctima e incluso de ex-víctimas. El 11 de abril del mismo año se reportó una El 6 de julio de 1996 un grupo de cinco militantes atacaron a tiros la casa del entonces senador Eduardo Menem que resultó ileso, pero murió un sargento de la policía Aníbal Sopeña y resultó gravemente herido el cabo Oscar Escalante cuando repelieron el ataque. Según informó la policía, los atacantes utilizaron armas cortas de 9mm y .45 ACP, y en su huida chocaron contra un vehículo aparcado en una calle cercana.

## Arrestos
Meses del ataque a tiros contra la residencia de Eduardo Menem las autoridades argentinas arrestaron a Carlos Alberto García, de 26 años (arrestado el 8 de agosto de 1996), y Mauricio Gerardo Rolón, de 23 (arrestado el 6 de octubre de 1996) están acusados de haber participado directamente en el ataque a la casa del senado.
El 23 de agosto comenzó el juicio contra los tres principales sospechosos que fueron arrestados. La fiscal dijo que la participación de los imputados queda clara por la firmeza de los reconocimientos de los custodios, bajo los delitos de homicidio, tentativa de homicidio e intento de robo a mano armada. Además, una de las armas que usaron ese día ya había sido usada en un caso ocurrido unos meses antes, en el que había participado García. Al día siguiente, los custodios reconocieron a Rolón y a García en unas fotos que les mostró la Policía. Trovato ordenó la difusión de las fotos y tiempo después los tres sospechosos fueron detenidos y arrestaron a García lo encontraron en una casa de un asentamiento de La Matanza. Carlos García y Mauricio Rolón fueron condenados a 25 años de prisión por los delitos de homicidio agravado, intento de homicidio e intento de homicidio agravado, y absolvió a un tercer sujeto sospechado de haber manejado el auto en el que huyeron los atacantes.
Armando Alonso, fue detenido en el Uruguay, supuestamente, al intentar cobrar 400.000 dólares de una extorsión a una víctima de secuestro, reconoció ante un juez de ese país su militancia en la ORP, aunque le negó su participación en el intento de extorsión y en los atentados. El arrestado se fugó de la cárcel del departamento central de la Policía de Uruguay en diciembre de 1996. El 18 de julio del 2002 Carlos García fue liberado por un "error judicial", siendo polémico para los familiares de las víctimas.